# 星新一の不思議な不思議な短編ドラマ
『星新一の不思議な不思議な短編ドラマ』（ほししんいちのふしぎなふしぎなたんぺんドラマ）は、BSプレミアムおよびNHK BS4Kにて放送されている、星新一の『ショートショート』を原作とするテレビドラマ（原則として1話読み切り完結型である）。

## 概要
2022年4月5日から8月16日まで全20回放送された。放送時間は毎週火曜日の21時45分 - 22時。
BS放送中の同年7月4日から7月21日、NHK総合の「夜ドラ」枠にて4月から6月に放送された12本を放送、BSでの初回放送終了後の8月23日から9月27日、「夜ドラ」枠で放送されなかった6本をBSにて再放送。「夜ドラ」枠では同年10月3日から10月6日まで、地上波未放送の4本を放送、2024年8月26日から9月19日には地上波放送済みの12本と地上波未放送の4本を放送した。
「あのときの“未来”を生きる私たちへ」というキャッチフレーズが付けられている。

## 作品一覧と放送日
| 放送日（BS）          | 放送日（総合）                     | 作品名                  | 脚本・演出   | 主な出演                |
| --------------------- | ---------------------------------- | ----------------------- | ------------ | ----------------------- |
| 2022年 4月5日         | 2022年 7月4日 （再）2024年 8月26日 | ボッコちゃん            | 近藤泰教     | 水原希子                |
| 4月12日               | 7月5日 （再）8月27日               | 生活維持省              | 望月一扶     | 永山瑛太                |
| 4月19日               | 7月6日 （再）8月29日               | 不眠症                  | 尾沼宏星     | 林遣都                  |
| 4月26日               | 7月7日 （再）8月28日               | 地球から来た男          | 永岩祐介     | 高良健吾                |
| 5月3日・10日          | 7月11日・12日 （再）9月2日・3日    | 善良な市民同盟 前・後編 | 安里麻里     | 北山宏光 玉城ティナ     |
| 5月17日               | 7月13日                            | 逃走の道                | 渋江修平     | 村杉蝉之介 コウメ太夫   |
| 5月24日               | 7月14日 （再）9月4日               | 見失った表情            | 菅井祐介     | 石橋静河                |
| 5月31日               | 7月18日 （再）9月5日               | 薄暗い星で              | 望月一扶     | 染谷将太 栗原類         |
| 6月7日                | 7月19日 （再）9月9日               | 白い服の男              | 萩原翔       | 滝藤賢一 村上虹郎       |
| 6月14日               | 7月20日 （再）9月10日              | ものぐさ太郎            | 加藤秀章     | 荒川良々                |
| 6月21日               | 7月21日 （再）9月11日              | 窓                      | 平田潤子     | 奈緒 リリー・フランキー |
| 6月28日 （再）8月23日 | 10月3日                            | 凍った時間              | 望月一扶     | 村上淳                  |
| 7月5日 （再）8月30日  | 10月4日                            | 夜と酒と                | 生越明美     | 竹原ピストル 夏帆       |
| 7月12日 （再）9月6日  | 10月5日 （再）9月12日              | ずれ                    | 宇野丈良     | 若葉竜也                |
| 7月19日 （再）9月13日 | 10月6日                            | もてなし                | 森山宏昭     | 柄本時生                |
| 7月26日 （再）9月20日 | 2024年 9月16日                     | 鍵                      | 小関竜平     | 玉山鉄二                |
| 8月2日 （再）9月27日  | 9月17日                            | 買収に応じます          | 近藤泰数     | 田中直樹 加藤諒         |
| 8月9日・16日          | 9月18日・19日                      | 処刑 前・後編           | 柿本ケンサク | 窪塚洋介                |

## 全話共通スタッフ
- 原作 - 星新一
- 総合演出 - 望月一扶[4]
- テーマ曲 - 出羽良彰
- タイトル - caico design / sankaku
- サウンドデザイン - 長澤佑樹
- 音響効果 - 阿部真也
- 美術 - 森健彦
- 衣装 - 宮本茉莉
- メイク - 原さとみ
- ポスプロスーパーバイザー - 稲村剛義
- 映像技術 - 久野星香
- 制作統括
  - 柴田直之（NHK）[1]
  - 鳥本秀昭、川崎直子、西村崇、坂部康二、神林伸太郎（NHKエンタープライズ）[1]
  - 山本玲実、明仁絵里子（テレコムスタッフ）[1]
- 制作 - NHKエンタープライズ[1]
- 制作・著作 - NHK、テレコムスタッフ[1]

## 作品詳細

### ボッコちゃん
スタッフ
- 脚本・演出 - 近藤泰教[1]
- ラインプロデューサー - 石川竜輝
- キャスティング - 高柳亮博
- 助監督 - 家次勲
- 制作担当 - 齊藤光司
- 撮影 - 杉中敏行
- 照明 - 伊藤保
- 録音 - 丹野基樹
- 美術進行 - 岡村正樹
- 特殊造形 - 奥山友太
- CG - 小坂健一
- MA - 大竹雪乃
- 原作 - 「ボッコちゃん」1958年（『ボッコちゃん』所収）

キャスト
- ボッコちゃん - 水原希子[2]
- バーのマスター - 古舘寛治[1]
- 青年 - 岡山天音[1]
- 篠原篤[1]
- 中村祐志[1]
- 田中一平[1]
- ベテランホステス - 片桐はいり[1]
- 青年の父 - 杉本哲太[1]

### 生活維持省
スタッフ
- 脚本・演出 - 望月一扶[1]
- 助監督 - 家次勲
- 制作担当 - 岡元太
- 撮影 - 山崎裕
- 照明 - 三善章誉
- 録音 - 森英司
- ドローン撮影 - 松永朋広
- 美術進行 - きくちまさと
- 特殊造形 - 奥山友太
- カラーグレーディング - 宮下蔵
- CG - 小坂健一
- MA - 大竹雪乃
- 原作 - 「生活維持省」1960年（『ボッコちゃん』所収）

キャスト
- 生活維持省の男 - 永山瑛太[2]
- 同僚 - 渋川清彦[1]
- 老人画家 - 品川徹[1]
- 飯田基祐[1]
- 男の恋人 - 中村ゆり[1]
- 岡本あずさ[1]
- 住人 - 西田尚美[1]

### 不眠症
スタッフ
- 脚本・演出 - 尾沼宏星[1]
- 助監督 - 家次勲
- 制作担当 - 齊藤光司
- 撮影 - 杉中敏行
- 照明 - 高坂俊秀
- 録音 - 丹野基樹
- 美術進行 - きくちまさと
- カラーグレーディング - 宮下蔵
- MA - 大竹雪乃
- 原作 - 「不眠症」1964年（『ボッコちゃん』所収）

キャスト
- ケイ氏 - 林遣都[2]
- ケイ氏の恋人 - 佐藤玲[1]
- 坂口涼太郎[1]
- 八十田勇一[1]
- 岡部尚[1]

### 地球から来た男
スタッフ
- 脚本・演出 - 永岩祐介[1]
- 助監督 - 家次勲
- 制作担当 - 齊藤光司
- 撮影 - 倉渕宏幸
- 照明 - 飯田紗希
- 録音 - 丹野基樹
- 美術進行 - 大野恭一郎
- カラーグレーディング - 宮下蔵
- MA - 塚本啓介
- 原作 - 「地球から来た男」1974年（『地球から来た男』所収）

キャスト
- 産業スパイ - 高良健吾[2]
- 研究所の男 - 川瀬陽太[1]
- 犬を連れた男 - 水間ロン[1]
- 原扶貴子[1]
- 産業スパイの妻 - 松本若菜[1]
- 産業スパイの息子 - 和田虎白（子役）[1]
- 菊地雄人
- 小沢日出晴[1]
- 医師 - 河井青葉[1]

### 善良な市民同盟 前・後編
スタッフ
- 脚本・演出 - 安里麻里[1]
- 音楽 - 田井モトヨシ
- ラインプロデューサー - 湊谷恭史
- キャスティング - 細川久美子
- 助監督 - 角田恭弥
- 制作担当 - 大川哲史
- 撮影 - 川野由加里
- 照明 - 緑川雅範
- 録音 - 石貝洋
- 美術進行 - きくちまさと
- 特殊造形 - 宗理起也
- メイク - 水上摂子
- ポスプロスーパーバイザー - 佐藤正晃
- 編集 - 鈴木真一
- 音響効果 - 岡瀬晶彦
- MA - 大竹雪乃
- 原作 - 「善良な市民同盟」1970年（『なりそこない王子』所収）

キャスト
- 守屋 - 北山宏光（Kis-My-Ft2）[2]
- エリ - 玉城ティナ[2]
- 善良な市民同盟の老人 - 麿赤兒[1]
- 細谷文昭
- 荒川浩平
- 緒川尊
- 白仁裕介

### 逃走の道
スタッフ
- 脚本・演出 - 渋江修平[1]
- ラインプロデューサー - 石川竜輝
- キャスティング - 高柳亮博
- 助監督 - 野間詳令
- 制作担当 - 岡元太
- 撮影 - 小山麻美
- 照明 - 前島祐樹
- 録音 - 早坂君男
- 美術進行 - 福井大
- MA - 塚本啓介
- 原作 - 「逃走の道」1964年（『エヌ氏の遊園地』所収）

キャスト
- 先輩強盗 - 蝉之介[2]
- 後輩強盗 - コウメ太夫[2]
- 大塚ヒロタ[1]
- 影山徹[1]
- 竹井亮介[1]
- AMI[1]
- 橋本美和[1]

### 見失った表情
スタッフ
- 脚本・演出 - 菅井祐介[1]
- ラインプロデューサー - 石川竜輝
- キャスティング - 高柳亮博
- 助監督 - 家次勲
- 制作担当 - 岡元太
- 撮影 - 井手口大騎ダグラス
- 照明 - 友田直孝
- 録音 - 山本タカアキ
- 振付 - 北尾亘
- 美術進行 - 山口武治
- カラーグレーディング - 田嶋雅之
- CG - 板倉圭太
- MA - 塚本啓介
- 原作 - 「見失った表情」1961年（『ようこそ地球さん』所収）

キャスト
- アキコ - 石橋静河[2]
- 黒田 - 前田公輝[1]
- キーラ - 玄理[1]
- 野川慧[1]
- 比嘉梨乃[1]
- Hitomi[1]
- 澤田実架[1]
- 中川愛理沙[1]
- 妃乃ゆりあ[1]
- 布施柚乃[1]
- 松澤匠[1]
- 武内駿輔[1]

### 薄暗い星で
スタッフ
- 脚本・演出 - 望月一扶[1]
- 助監督 - 家次勲
- 制作担当 - 岡元太
- 撮影 - 松永朋広
- 照明 - 友田直孝
- 録音 - 戸田裕二
- 美術進行 - きくちまさと
- 特殊造形 - 奥山友太
- カラーグレーディング - 宮下蔵
- CG - 小坂健一
- MA - 塚本啓介
- 原作 - 「薄暗い星で」1961年（『悪魔のいる天国』所収）

キャスト
- ロボットA - 染谷将太[2]
- ロボットB - 栗原類[2]
- 山崎直樹[1]
- 中込佐知子[1]

### 白い服の男
スタッフ
- 脚本・演出 - 萩原翔[4]
- キャスティング - 高柳亮博
- 助監督 - 家次勲
- 制作担当 - 齊藤光司
- 撮影・照明 - 辻智彦
- 録音 - 藤田秀成
- 美術進行 - きくちまさと
- カラーグレーディング - 宮下蔵
- MA - 塚本啓介
- 原作 - 「白い服の男」1968年（『白い服の男』所収）

キャスト
- 特殊警察署の署長 - 滝藤賢一[5]
- 特殊警察の新人 - 村上虹郎[5]
- 浦山佳樹[4]
- 林裕太[4]
- 瀬戸かほ[4]
- 大島涼花[4]
- 今井朋彦[4]

### ものぐさ太郎
スタッフ
- 脚本・演出 - 加藤秀章[4]
- 助監督 - 野間詳令
- 制作担当 - 齊藤光司
- 撮影 - 松村敏行
- 照明 - 友田直孝
- 録音 - 黒木禎二
- 美術進行 - 山口武治
- カラーグレーディング - 宮下蔵
- MA - 塚本啓介
- 原作 - 「ものぐさ太郎」1970年（『なりそこない王子』所収）

キャスト
- 太郎 - 荒川良々[5]
- 斉藤瑞季[4]
- 玄田哲章（声の出演）[5]
- 中尾隆聖（声の出演）[5]
- 野沢雅子（声の出演）[5]
- 千葉繁（声の出演）[5]

### 窓
スタッフ
- 脚本・演出 - 平田潤子[4]
- ラインプロデューサー - 石川竜輝
- キャスティング - 高柳亮博
- 助監督 - 野間詳令
- 制作担当 - 齊藤光司
- 撮影 - 山崎裕
- 照明 - 高坂俊秀
- 録音 - 黒木禎二
- 美術進行 - 岡村正樹
- カラーグレーディング - 田嶋雅之
- MA - 塚本啓介
- 原作 - 「窓」1963年（『宇宙のあいさつ』所収）

キャスト
- 若い女 - 奈緒[5]
- 悪魔 - リリー・フランキー[5]
- 山崎潤[4]
- 岸明日香[4]
- 石田夢実[4]
- 北村優衣[4]
- 辻凪子[4]

### 凍った時間
スタッフ
- 脚本・演出 - 望月一扶[4]
- ラインプロデューサー - 石川竜輝
- キャスティング - 高柳亮博
- 助監督 - 家次勲
- 制作担当 - 岡元太
- 撮影 - 杉中敏行
- 照明 - 友田直孝
- 録音 - 丹野基樹
- 美術進行 - きくちまさと
- 特殊造形 - 奥山友太
- カラーグレーディング - 田嶋雅之
- CG - 小坂健一
- MA - 塚本啓介
- 原作 - 「凍った時間」1964年（『ちぐはぐな部品』所収）

キャスト
- ムント - 村上淳[5]
- 吉田メタル[4]
- 小松利昌[4]
- 寒川綾奈[4]
- 宮原尚之[4]
- 山下ケイジ[4]
- 藤木修[4]
- ロベルト・G[4]
- 内田亜希子[4]
- 斎藤汰鷹[4]
- 内藤正記[4]
- テイ龍進[4]

### 夜と酒と
スタッフ
- 脚本・演出 - 生越明美[4]
- ラインプロデューサー - 石川竜輝
- キャスティング - 高柳亮博
- 助監督 - 家次勲
- 制作担当 - 齊藤光司
- 撮影 - 杉中敏行
- 照明 - 高坂俊秀
- 録音 - 丹野基樹
- 美術進行 - 岡村正樹
- カラーグレーディング - 宮下蔵
- MA - 塚本啓介
- 原作 - 「夜と酒と」1981年（『凶夢など30』所収）

キャスト
- 一人暮らしの男 - 竹原ピストル[5]
- 青い服の女 - 夏帆[5]
- 木村知貴[4]
- ウラシマ[4]
- 浜名一聖[4]
- 小野寺ずる[4]
- 隅田杏花[4]
- 円井わん[4]

### ずれ
スタッフ
- 脚本・演出 - 宇野丈良[4]
- ラインプロデューサー - 石川竜輝
- キャスティング - 高柳亮博
- 助監督 - 野間詳令
- 制作担当 - 岡元太
- 撮影 - 杉中敏行
- 照明 - 友田直孝
- 録音 - 丹野基樹
- 美術進行 - 福井大
- 特殊造形 - 奥山友太
- CG - 佐藤武士
- MA - 大竹雪乃
- 原作 - 「ずれ」1960年（『ようこそ地球さん』所収）

キャスト
- 青年 - 若葉竜也[5]
- 増子直純[5]
- フェルナンデス直行[4]
- 新名基浩[4]
- 美波[4]
- 松尾諭[4]
- 武内駿輔[4]
- オカダ・カズチカ[5]
- 安部賢一[4]
- 岡本夏美[4]

### もてなし
スタッフ
- 脚本・演出 - 森山宏昭[4]
- ラインプロデューサー - 石川竜輝
- キャスティング - 高柳亮博
- 助監督 - 家次勲
- 制作担当 - 齊藤光司
- 撮影 - 樋口辰男
- 照明 - 斉藤直樹
- 録音 - ワサンタ・グナティラカ
- 美術進行 - きくちまさと
- カラーグレーディング - 宮下蔵
- MA - 塚本啓介
- 原作 - 「もてなし」1975年（『地球から来た男』所収）

キャスト
- 青年（ブルギさん） - 柄本時生[5]
- 中山祐一朗[4]
- 伊達暁[4]
- 山下リオ[4]
- 山本剛史[4]
- 中村優子[4]
- 画大[4]
- 小杉幸彦[4]
- しのへけい子[4]
- 三河悠冴[4]
- 鹿野祥平[4]
- 浅野和之[4]

### 鍵
スタッフ
- 脚本・演出 - 小関竜平[4]
- ラインプロデューサー - 石川竜輝
- キャスティング - 高柳亮博
- 助監督 - 家次勲
- 制作担当 - 齊藤光司
- 撮影 - 杉山悟
- 照明 - 斉藤直樹
- 録音 - 丹野基樹
- 美術進行 - 福井大
- カラーグレーディング - 中村里子
- MA - 大竹雪乃
- 原作 - 「鍵」1967年（『妄想銀行』所収）

キャスト
- 鍵を拾った男 - 玉山鉄二[5]
- 塚本晋也[4]
- フレデリック・ベノリエル[4]
- 川原瑛都[4]
- 塩田朋子[4]
- 松原智恵子[4]

### 買収に応じます
スタッフ
- 脚本・演出 - 近藤泰数[4]
- 助監督 - 家次勲
- 制作担当 - 齊藤光司
- 撮影 - 杉中敏行
- 照明 - 高坂俊秀
- 録音 - 丹野基樹
- 美術進行 - きくちまさと
- カラーグレーディング - 宮下蔵
- MA - 塚本啓介
- 原作 - 「買収に応じます」1971年（『さまざまな迷路』所収）

キャスト
- 係長補佐の男 - 田中直樹[5]
- 死神 - 加藤諒[5]
- 泉ノ波あみ[4]

### 処刑 前・後編
スタッフ
- 脚本・演出・撮影 - 柿本ケンサク[4]
- プロデューサー - 乗富巌、伊藤嵩
- 助監督 - 秋山真二
- 制作担当 - 佐野裕哉、加藤勇人
- 照明 - 森寺テツ
- 録音 - 中野雄一
- 美術 - 延賀亮
- ドローン - 西尾隆
- 劇用車 - 河村章夫
- 衣装 - タカハシエイジ
- メイク - 内藤歩
- 記録 - 丹羽春乃
- 編集 - 久保雅之
- 映像技術 - 辻高廣
- カラーグレーディング - 西田賢幸
- CG - 山内太
- 音楽 - Akeboshi、山田勝也
- サウンドデザイン・MA - 渡辺寛志
- 原作 - 「処刑」1959年（『ようこそ地球さん』所収）

キャスト
- 犯罪者の男 - 窪塚洋介[5]
- ROLLY[4]
- SUMIRE[4]
- 野間口徹[4]
- 銀色の玉 - 島本須美（声の出演）[4]
- 高草木淳一